# Яневський Іван Данилович
Іва́н Дани́лович Яне́вський (1868–1913) — дідич, предводитель дворянства, земський діяч на Київщині, меценат українських видавництв.

## З життєпису
У 1902 році Іван Яневський викуповує в графині Браницької землі біля села Федюківки. Два роки по тому, тяжко захворівши на туберкульоз він вирішує побудувати в селі об'єкт, щоб люди про нього пам'ятали. Про це Іван Данилович заявляє на сходці села. Люди просили побудувати нову церкву замість розібраної старої дерев'яної. Але подумавши, Іван Яневський вирішує будувати школу. За його розпорядженням та на його землі дванадцять навколишніх сіл розпочали будівництво школи. Іван Яневський також бере на себе всі витрати, пов'язані з будівництвом.
У вересні 1907 року Федюківську школу було відкрито. Вона складалася з двох класів, в яких викладало 8 учителів. Законоучителем і наставником став отець Лев Павловський. Тут навчалися діти заможних батьків з навколишніх сіл: з Винограду, Ріпок, Станіславчика, Гейсихи, Калинового. Той, хто гарно навчався, продовжували навчання, яке оплачував сам Іван Яневський. Ці учні потім стали учителями, агрономами. Школа, яка й досі працює, і якій у 2007 році виповнилося 100 років, була серед претендентів проекту 7 чудес Черкащини.